# کریستیان (فیلم ۱۹۸۹)
مسیحی (انگلیسی: Christian) یک فیلم است که در سال ۱۹۸۹ منتشر شد.